# Jardim das Amoreiras
Il Jardim das Amoreiras (in italiano, "Giardino dei gelsi"), formalmente Jardim Marcelino Mesquita, è un giardino pubblico di Lisbona, che si trova in Praça das Amoreiras, nella freguesia di Santo António.
Il giardino, che si estende su una superficie di circa seimila metri quadrati, è delimitato in parte dall'Aqueduto das Águas Livres e si trova sopra il Reservatório da Mãe d'Água das Amoreiras, storico sito di approvvigionamento idrico che attualmente ospita il "Museo dell'Acqua".
Nei pressi del giardino si trovano inoltre la "Fondazione Árpád Szenes-Vieira da Silva", ospitata nell'antico setificio, la cappella di Nossa Senhora de Monserrate, e varie abitazioni risalenti al XVIII secolo, originariamente costruite per i lavoratori dei locali opifici. La cappella di Nossa Senhora de Monserrate è situata nei pressi del quinto arco dell'acquedotto e venne costruita su iniziativa della Irmandade dos Fabricantes de Seda nel diciottesimo secolo.
Al centro del giardino è ubicata una fontana circolare, circondata da panchine in pietra.

## Storia
Il giardino fu realizzato su iniziativa del Marchese di Pombal e aperto nel 1759. Esso ospitava 331 gelsi, piantati con l'obiettivo di stimolare l'industria portoghese della seta, la cui produzione si svolgeva in parte nel setificio dietro la piazza.
Il giardino venne intitolato nel XX secolo al drammaturgo portoghese Marcelino Mesquita.

## Flora
Oggi nel giardino si possono apprezzare 10 specie di alberi diversi, in particolare alcuni begli esemplari di gelso, un bel gruppo di ginkgo biloba e degli aceri montani.